# Moritz von Strachwitz
Moritz Karl Wilhelm Anton von Strachwitz, född den 13 mars 1822 i Schlesien, död den 11 december 1847 i Wien, var en tysk greve och skald. 
von Strachwitz hann under sin korta levnad göra sig känd som en skald av ungdomlig hänförelse för Tysklands storhet och framtid, en romantisk aristokrat, som hatade tidens litenhet, men längtade efter dåd och handlingsliv. Herwegh, Platen och den gamla engelska balladen var hans läromästare. von Strachwitz utgav Lieder eines Erwachenden (1842; 5:e upplagan 1854). Efter hans död utkom Neue Gedichte (1848) och Gedichte (1850; 8:e upplagan med inledning av Weinhold 1891).